# 奧克西塔尼亞

奧克西塔尼亞活动人士常用的旗帜

奧克西塔尼亞的语言地图

奧克西塔尼亞（本地發音：[u(k)siˈtanjɔ]、[ukʃiˈtanjɔ]或[u(k)siˈtanja]，有时作 lo País d'Òc，即“奥克地区”、“奥克之国”），是欧洲南部的一个地区，历史上以奥克语为主要语言，并且现今仍时有使用这种语言，或在多数地方作为第二语言。这个文化区域大致包括了法国南部、摩纳哥、意大利的局部（奥克谷、瓜尔迪亚皮埃蒙特塞）以及西班牙的小部分（阿兰山谷）。奧克西塔尼亞自中世纪以来作为一个语言学以及文化概念得予认同，但未曾有法律或政治实体以这个名字建立，尽管这块疆土在罗马时期作为七省以及中世纪早期作为阿基坦尼亚（或作图卢兹的西哥特王国）曾获统一。
目前，该地区一千四百万人口中大概只有五十万精通奥克语，尽管该地区更经常使用法语、意大利语、加泰罗尼亚语以及西班牙语。2006年，奥克语成为加泰罗尼亚的官方语言，加泰罗尼亚包含了1990年已将奥克语列为官方语言的阿兰山谷。
在罗马统治后期（公元355后），“奧克西塔尼亞”的大部分以“阿基坦尼亚”见闻，它是七省以及一个更大的普罗旺斯行省的一部分，同时也是现今的法国即当时称作“高卢”的北方诸省。高卢阿基坦尼亚也因此自中世纪始成为奧克西塔尼亞（即利穆赞、奥弗涅、朗格多克与加斯科涅）的一个名字，在六世纪初这也包括普罗旺斯。因此历史上的阿基坦公国不应与现今法国的阿基坦地区混淆：这也就是“奧克西塔尼亞”一词在19世纪再兴的原因。“奧克西塔尼亞”与“奥克语”二词见于拉丁文最早于公元1242-1254年到1290年以及14世纪早期数年。这些文本中，间接代指这个区域为“奥克语的国家”（Patria Linguae Occitanae）。这衍生自Lenga d'òc这个字，在13世纪后期但丁使用的意大利语（Lingua d'òc）中出现。有着不寻常词尾的Occitania很可能是一个法语混成词，自òc [ɔk]和Aquitània [ɑki'tanjɑ]，因此混成同一概念下的语言和疆土。Occitan和Lenga d'òc都指代那套数世纪来使用“òc”作为“是”的罗曼语族。

## 地理
奧克西塔尼亞包含下列区域：
- 法國的南半部：普罗旺斯、德龙-维瓦赖、奥弗涅、利穆赞、吉耶讷、加斯科涅、南多菲内及朗格多克。法语现在是当地的主要语言，同时奥克语不被认同为官方语言。
- 義大利阿尔卑斯山中的奥克谷（英语：Occitan Valleys）：奥克语1999年在当地取得合法地位。皮埃蒙特的这14个山谷分布在庫內奧省、都靈省、利古里亞区（因佩里亞省）分散的山区市镇，以及卡拉布里亚大区科森扎省市镇瓜尔迪亚皮埃蒙特塞。
- 西班牙加泰罗尼亚比利牛斯山的阿兰山谷：奥克语自1990年成为一门官方语言（身份获半自治阿兰山谷承认，后由加泰罗尼亚成文法确认）。
- 摩納哥：在传统上奥克语一向与摩纳哥语共同使用。

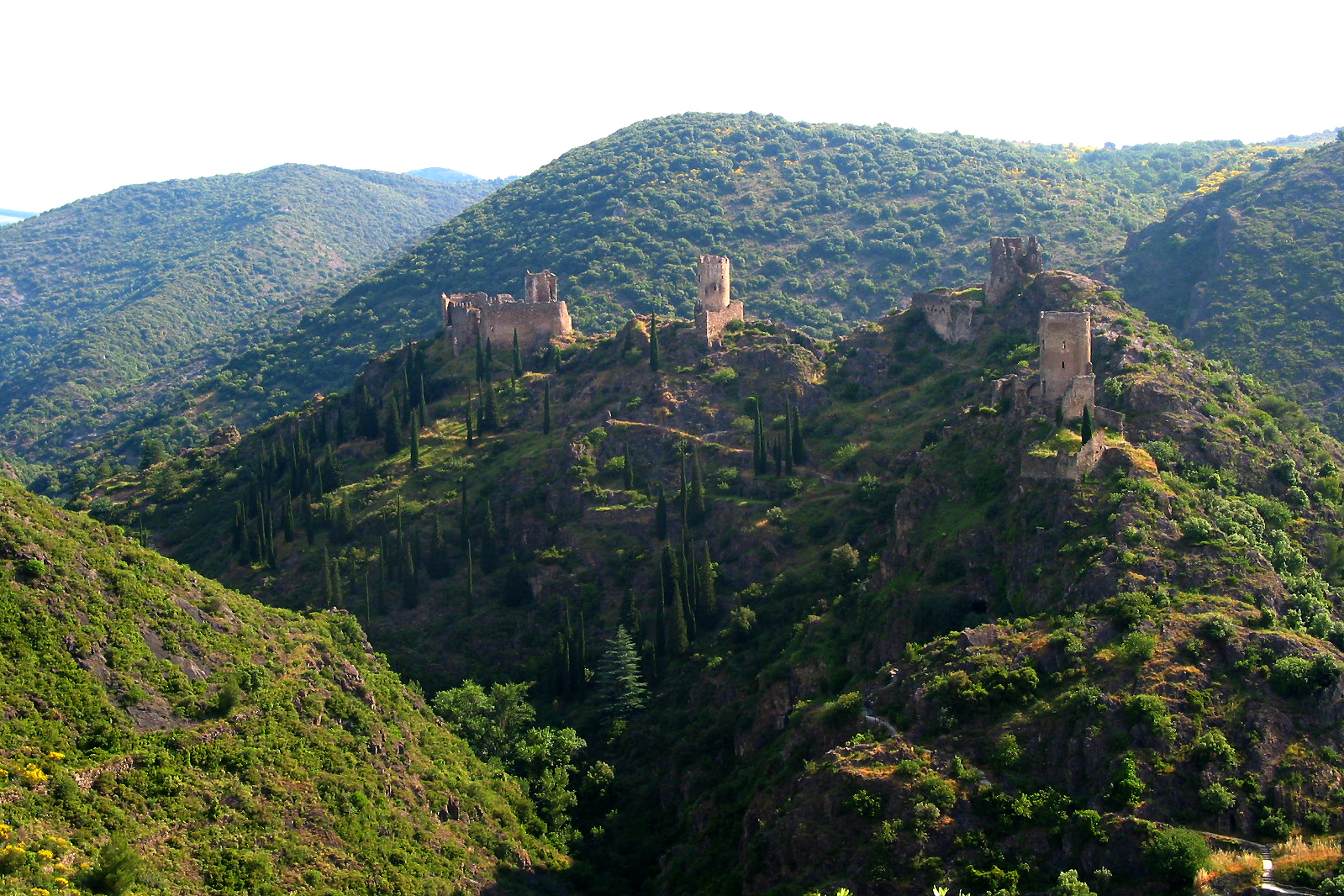
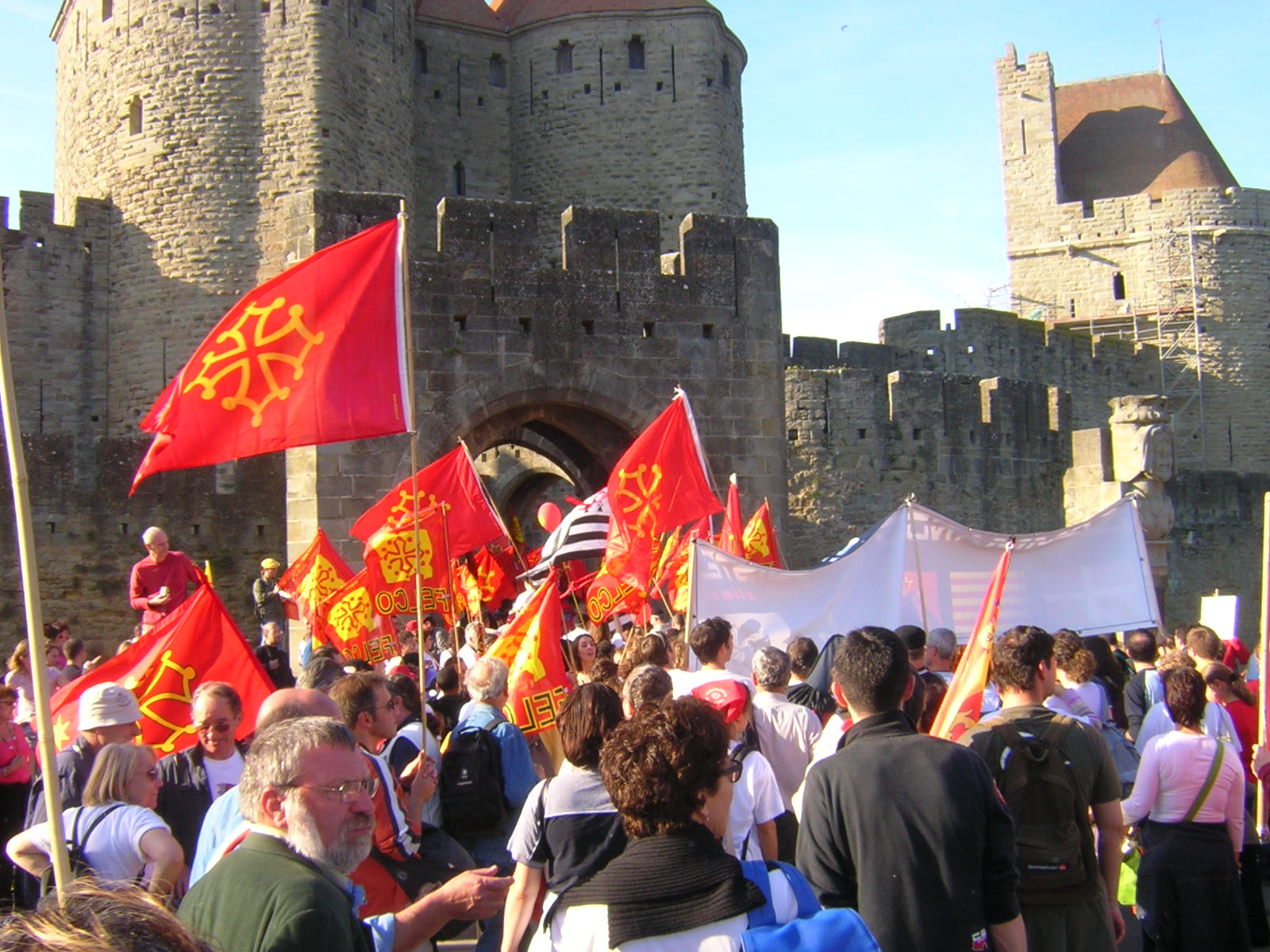
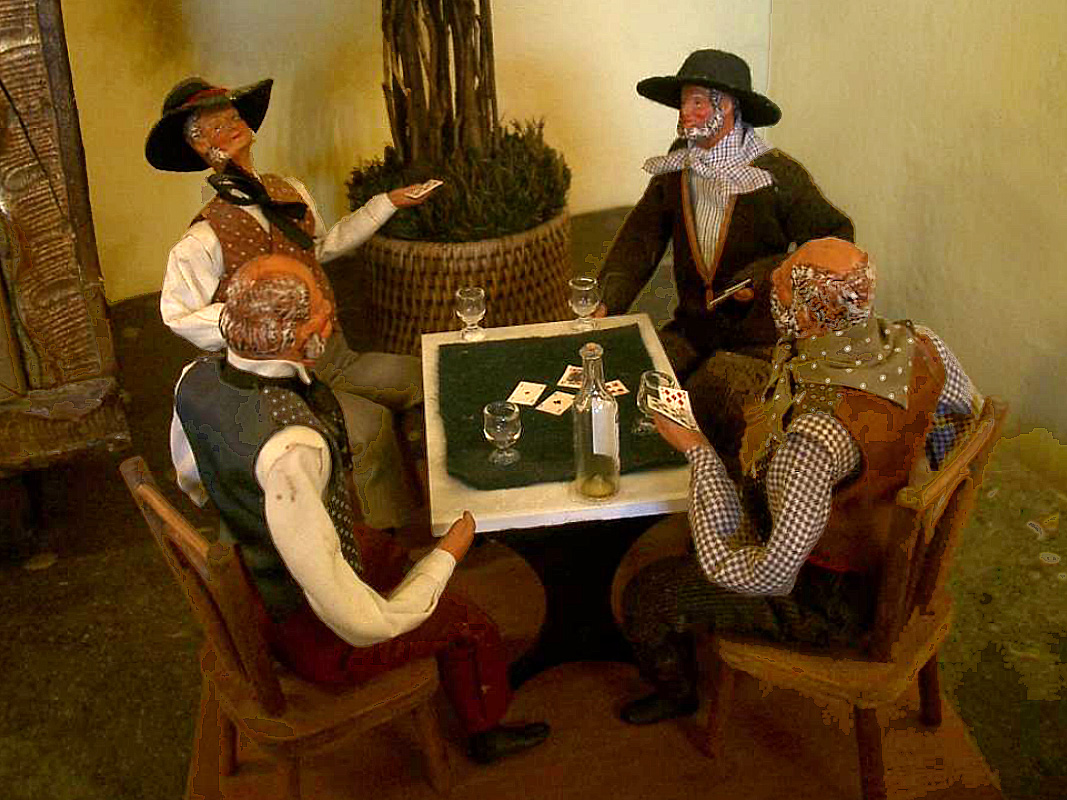
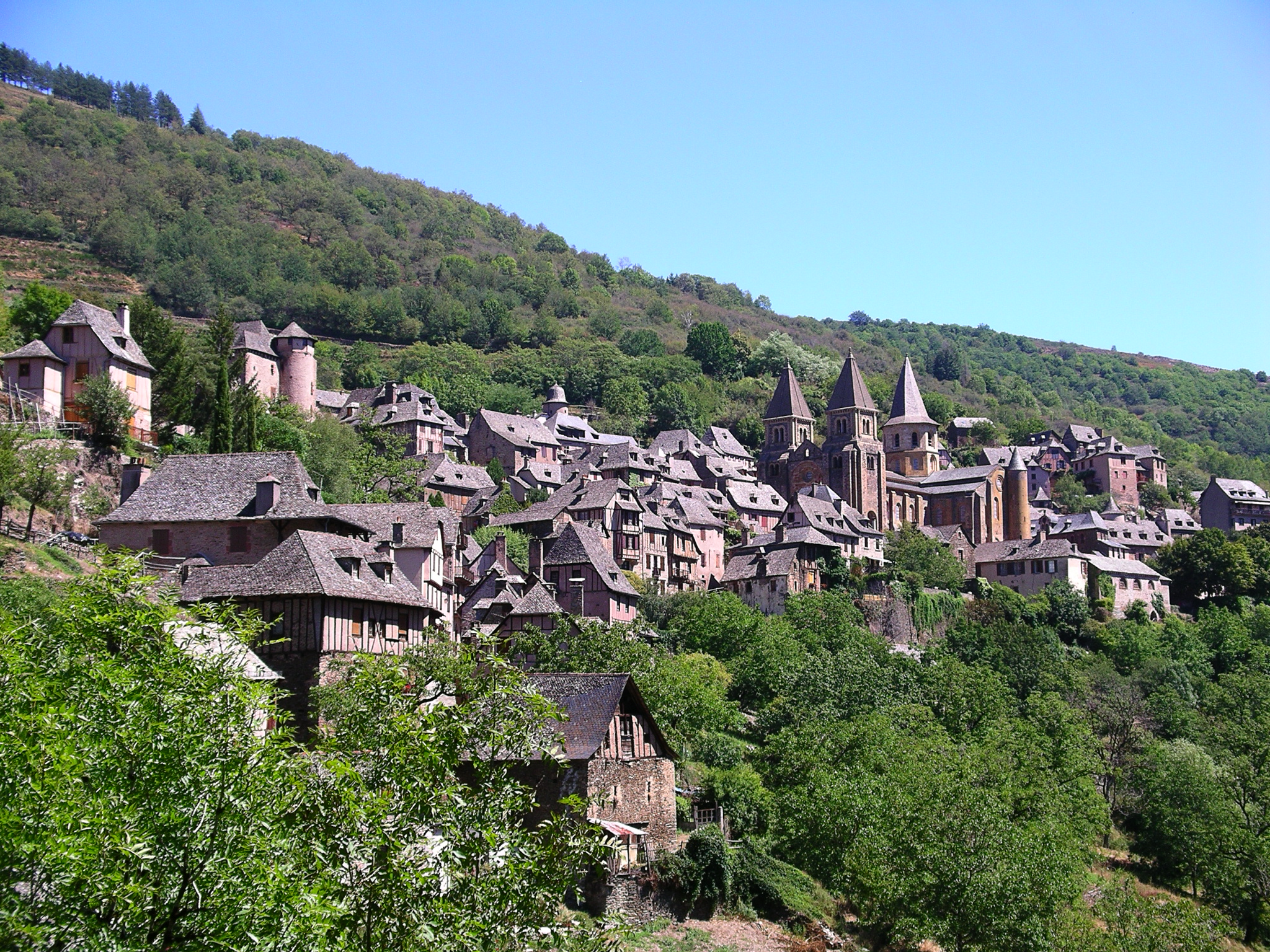

## 奧克西塔尼亞著名人物
| - 阿基坦的埃莉诺 - 埃里克·坎通纳 - 艾曼紐·琵雅 - 奧黛莉·朵杜 - 奥古斯特·孔德 - 保罗·塞尚 - 保羅·瓦勒里 - 理查一世 - 德奥达·德·塞弗拉克 - 德日进 | - 弗朗索瓦·贝鲁 - 弗朗索瓦·达尔朗 - 弗朗索瓦·莫里亚克 - 弗雷德里克·米斯特拉尔 - 亨利·德·土魯斯-羅特列克 - 亨利四世 (法兰西) - 加布里埃爾·佛瑞 - 卡尔十四世·约翰 - 拉法葉侯爵 | - 孟德斯鸠 - 蒙田 - 諾斯特拉達姆士 - 皮埃爾·德·費馬 - 皮耶·布迪厄 - 乔治·蓬皮杜 - 让-弗朗索瓦·商博良 - 尚·饒勒斯 - 瓦莱里·吉斯卡尔·德斯坦 |